# Oblast du Kouban
1860–1918
Entités précédentes :
- Ligne du Caucase

Entités suivantes :
- République populaire du Kouban

L’oblast du Kouban (en russe : Кубанская область) est un oblast de l'Empire russe créé en 1860 comme territoire de l’armée des Cosaques du Kouban. Sa capitale était la ville d'Ekaterinodar.

## Géographie
L'oblast du Kouban s'étendait dans le bassin du Kouban, sur des terres anciennement sous le contrôle des Khans de Crimée et des Tcherkesses.
Elle était limitée au nord par l'oblast de l'armée du Don, à l'est par le gouvernement de Stavropol et l'oblast du Terek, au sud par l'okroug de Soukhoum et le gouvernement de la mer Noire et à l'ouest par la mer d'Azov et la mer Noire.
De nos jours, le territoire de l'oblast du Kouban est pour l'essentiel partagé entre le kraï de Krasnodar, l’Adyguée et la Karatchaïévo-Tcherkessie. De petites portions se trouvent dans le kraï de Stavropol et l'oblast de Rostov.

## Histoire
Afin de faciliter l’administration des terres conquises dans le Caucase, le 8 février 1860 le gouvernement de Stavropol, qui s’étendait alors sur presque toute la Ciscaucasie, perd une partie de son territoire pour donner naissance aux oblasts du Kouban (partie occidentale de la ligne du Caucase) et du Terek (partie orientale de la ligne).
En 1869 l'oblast est réorganisé en cinq ouïezds auxquels sont adjoints deux autres ouïezds en 1876. En 1888 les sept ouïezds sont transformés en otdels.
Le 28 janvier 1918, la rada du Kouban décréta l’indépendance de la république populaire du Kouban sur le territoire de l’oblast.

## Subdivisions administratives
Couvrant une superficie de 94 360 km2 (81 216,5 verstes carrées), l'oblast était divisée en sept otdel :
- otdel de Batalpachinskaïa ;
- otdel de Ieïsk ;
- otdel de Ekaterinodar ;
- otdel de Kavkazkaïa :
- otdel de la Laba ;
- otdel de Maïkop ;
- otdel de Temriouk.

Les otdel étaient subdivisés en sotnias, regroupant plusieurs stanitsas.

## Population
En 1897, la population de l’oblast s’élevait à 1 918 881 habitants, dont 47 % d’Ukrainiens, 42 % de Russes et des minorités tcherkesse (2 %), karatchaï (1,4 %), allemande (1,1 %), grecque (1 %) et arménienne (0,7 %).